# Mar de Barents
El mar de Barents es un sector del océano Ártico que limita al norte con el círculo polar ártico, al noreste con  Tierra de Francisco José, desde ahí forma una línea recta hasta el extremo oriental de Nueva Zembla, que lo separan del mar de Kara, al sur con Rusia, al suroeste con Noruega y al oeste forma una línea recta desde el cabo Norte (Noruega) hasta Svalbard, que lo separa del mar de Noruega. Lleva el nombre del navegante neerlandés Willem Barents.

## Geografía
El mar de Barents tiene una plataforma continental bastante profunda, con 230 m de profundidad media, aunque hay extensas áreas con profundidades entre 10 y 100 m. El fondo marino muestra solo al norte una muy pequeña inclinación hacia el centro del océano Ártico, y mientras que hacia el este una inclinación con el mar de Groenlandia-Noruega. La cartografía de los fondos marinos se terminó en 1933 con el primer mapa completo realizado por la geóloga marina rusa Mariya Kliónova. Las aguas bajo soberanía rusa bañan la república de Carelia y las óblast de Arcángel y Múrmansk. Las noruegas bañan la provincia de Finnmark.
Los puertos de Múrmansk (en Rusia) y de Vardø en Noruega están en la mitad meridional del mar de Barents. Permanecen libres de los hielos todo el año debido a las corrientes del Atlántico norte. En septiembre prácticamente todo el mar de Barents está libre de hielo. El territorio de Finlandia se extendía hasta la costa del mar hasta la guerra de Invierno, Pétsamo era entonces el único puerto finlandés libre de hielo durante el invierno.

### Límites marítimos
Según la Organización Hidrográfica Internacional, el mar de Barents tiene los siguientes límites:
- Al oeste, el límite norte del mar de Noruega —una línea uniendo la punta más meridional de la isla Spitsbergen (Spizbergen Oeste) hasta el cabo norte de isla del Oso, atravesando esta isla hasta cabo Bull y yendo entonces hasta el cabo Norte, en Noruega (23° 45′ E).
- Al noroeste, la costa oriental de Spitsbergen (Spizbergen Oeste), el estrecho Hinlopenstretet hasta los 80° N; las costas sur y oeste de Tierra del Noroeste (isla de Nordaustlandet) hasta cabo Leight Smith (80°05′N 28°00′E / 80.083, 28.000).
- Al norte, de cabo Leight Smith cruzando las islas Bolshóy Óstrov, Gilles y Victoria; cabo Mary Harmsworsth en el extremo suroeste de Tierra Alexandra, a la costa norte de la Tierra de Francisco José hasta el Cabo Kohlsaat. (81°14′N 65°10′E / 81.233, 65.167).
- Al este, de cabo Kohlstaat a cabo Zhelániya (Deseo); costas oeste y suroeste de Nueva Zembla al cabo Kussov Noss y hasta el entrante oeste del cabo de bahía Dólgaya. (70°15′N 58°25′E / 70.250, 58.417) a isla Vaigach.
- Al sur, el límite norte del mar Blanco - una línea uniendo Svyatói Nos, en la costa de Múrmansk y cabo Kanin.

## Historia

Mapa del mar de Barents, publicado en 1598.

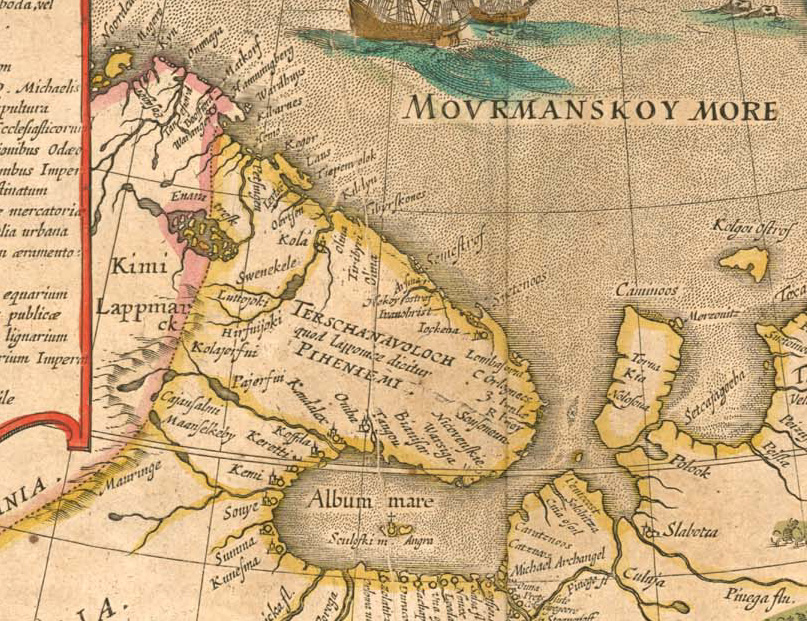
Mapa de la parte oriental del mar de Barents, del Tabula Russiae, de Joan Blaeu, Ámsterdam, 1614.

El mar de Barents fue anteriormente conocido como Múrmanskoye Morye, o mar de Múrmansk y aparece ya con este nombre en mapas del siglo XVI, como en el mapa del Ártico de Gerard Mercator, publicado en 1595 en su atlas. En ese momento, su parte oriental, la región del estuario del río Pechora era conocida ya como mar de Pechora (Pechórskoye Morye).
Lleva su nombre actual en honor de Willem Barents, un navegante y explorador neerlandés que realizó tres expediciones pioneras al lejano norte a finales del siglo XVI. En la última, murió en la isla de Nueva Zembla.

### SigloXX
Durante la II Guerra Mundial, el mar de Barents fue el escenario de numerosas operaciones navales. Entre los diversos enfrentamientos que tuvieron lugar en sus aguas destaca la batalla del Mar de Barents, a finales de 1942, llevada a cabo por la Royal Navy y la Kriegsmarine.
Durante la Guerra Fría, la flota Séverny ("Flota del Norte") de la Armada Soviética utilizó el sur del mar como un bastión para sus submarinos armados con misiles nucleares, una estrategia que el gobierno ruso sigue empleando. El 30 de octubre de 1961 se detonó a 4 km de altura sobre la isla de Nueva Zembla la bomba del Zar, una bomba de hidrógeno desarrollada por la Unión Soviética, que fue la mayor explosión provocada por seres humanos. La contaminación del mar de Barents a causa de los residuos procedentes de los reactores nucleares de la armada es un problema ambiental de gran preocupación.
El problema de la contaminación nuclear se ha agravado por las dificultades económicas del Estado ruso desde la caída de la URSS que hacen insuficiente el mantenimiento de los buques y submarinos, como parecen indicar los accidentes y naufragios de los años 2000:
- Naufragio del submarino K-141 Kursk (12 de agosto de 2000).
- Naufragio del submarino K-159 ruso desarmado y remolcado a un astillero para su desguace (30 de agosto de 2003).
- Graves daños en el crucero lanzamisiles ruso de propulsión nuclear Pedro el Grande (Piotr Veliki) (24 de marzo de 2004)

La búsqueda de petróleo en el mar comenzó en la década de 1970. Se realizaron descubrimientos tanto por los rusos como por los noruegos. El primero en entrar en producción fue el campo de Snøhvit, en territorio de Noruega. El más grande hasta la fecha es el campo de Shtokman, que pertenece a los rusos. Hubo una controversia fronteriza entre Noruega y Rusia, ya que los noruegos querían la línea media y los rusos reclamaban un sector basado en los meridianos. Se llegó a un acuerdo en 2011.

## Corrientes marinas
El mar de Barents es una de las puertas oceanográficas entre el norte del océano Atlántico y el centro del océano Ártico. Los desagües de las corrientes del Golfo transportan masas de aguas cálidas del Atlántico y muy ricas en sal, desde el mar de Barents hacia el centro del Ártico. En dirección opuesta son transportadas las aguas dulces en forma de hielo marino del océano Ártico al mar de Barents. Las aguas cálidas del Atlántico provenientes de las corrientes del sur provocan el deshielo de las masa de hielo, y de esta manera propician que extensas partes del mar de Barents estén libre de hielo durante todo el año.
Hay tres tipos principales de masas de agua en el mar de Barents: agua caliente y salina del océano Atlántico (temperatura >3 °C, salinidad >35); de la deriva norte del Atlántico, aguas frías del Ártico (temp. <0 °C, salinidad <35), y agua caliente de la costa, no muy salina (temp. >3 °C, salinidad <34,7). Hay un frente donde convergen las aguas del Atlántico y las aguas árticas, el frente polar. En el oeste del mar (cerca de la isla de los Osos), este frente está determinada por la topografía del fondo y, por tanto, permanece relativamente estable de un año a otro, mientras que en el este, cerca de Nueva Zembla, puede ser bastante difuso y cambiar de posición cada año.

## Biología
El mar tiene una biología muy activa en comparación con mares de una latitud similar, debido a la deriva norte del Atlántico. La explosión de fitoplancton en primavera puede comenzar con suficiente antelación al principio del deshielo, porque el agua del hielo derretida crea una capa estable de agua dulce sobre el mar de agua salada. El fitoplancton es alimento del zooplancton (Calanus finmarchicus, Calanus glacialis, Calanus hyperboreus, Oithona), y por el kril.
El zooplancton, a su vez, es consumido por el bacalao del Atlántico, el bacalao del Ártico, capelán, ballenas y mergulo atlántico. El capelán, en particular, es muy importante al ser la presa del bacalao, las focas de Groenlandia y aves marinas como el arao común o el arao de Brünnich. La pesca en el mar de Barents, especialmente del bacalao, es muy importante para Noruega y Rusia.
Aunque investigaciones anteriores sugerían que la depredación por parte de las ballenas podía ser la causa del agotamiento de las poblaciones de peces, investigaciones más recientes sugieren que el consumo de los mamíferos marinos sólo tiene una influencia nimia en las pesquerías. Un modelo que evaluaba los efectos de la pesca y el clima era mucho más preciso a la hora de describir las tendencias en la abundancia de peces. Existe una población de osos polares genéticamente distinta asociada al Mar de Barents.

## Clima
El clima del mar de Barents está determinado particularmente por los espaciosos sucesos meteorológicos de Groenlandia-Noruega. Aquí se producen con regularidad extensas zonas de baja presión, por medio de la colisión entre masas de agua cálidas del Atlántico y las aguas frías provenientes del Polo Norte, las cuales se desplazan aproximadamente a lo largo de los 70° de latitud norte en dirección al este. Durante el invierno, estas zonas de baja presión también proporcionan al mar de Barents un clima bastante más moderado que por ejemplo el clima situado más al este, que se ve fuertemente influenciado por la plataforma continental.

### Estatus político

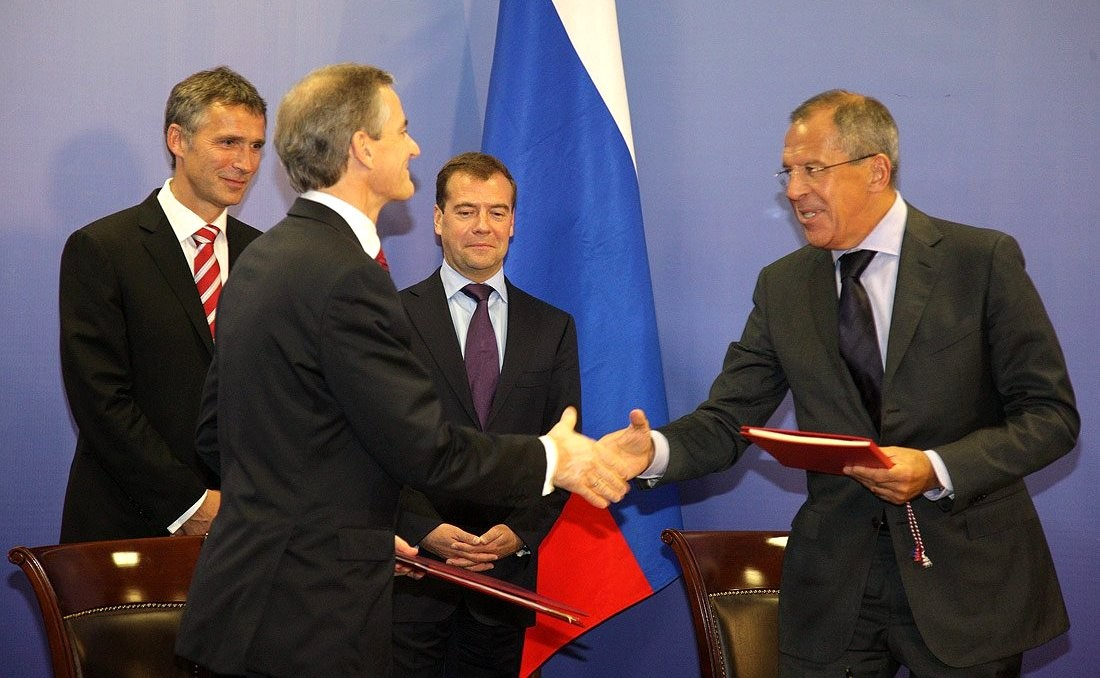
Firma del Tratado ruso-noruego, 15 de septiembre de 2010

Durante décadas hubo una disputa entre Noruega y Rusia sobre la posición de la frontera entre sus respectivas reivindicaciones en el mar de Barents. Los noruegos eran partidarios de un línea mediana (principio de equidistancia), basado en la Convención de Ginebra de 1958 (Convention on the High Seas), mientras que los rusos eran partidarios de una línea sectorial basada en el meridiano geográfico, basada en una decisión soviética de 1926. Una zona "gris" neutral entre las reclamaciones en conflicto tenía una superficie de 175 000 km², lo que supone aproximadamente el 12 % de la superficie total del mar de Barents. Los dos países iniciaron las negociaciones sobre la ubicación de la frontera en 1974 y acordaron una moratoria para la exploración de hidrocarburos en 1976.
Veinte años después de la caída de la Unión Soviética, Noruega y Rusia firmaron en 2010 un acuerdo que situaba la frontera de forma equidistante a sus reivindicaciones contrapuestas. Este fue ratificado y entró en vigor el 7 de julio de 2011, abriendo la zona gris para la exploración de hidrocarburos.

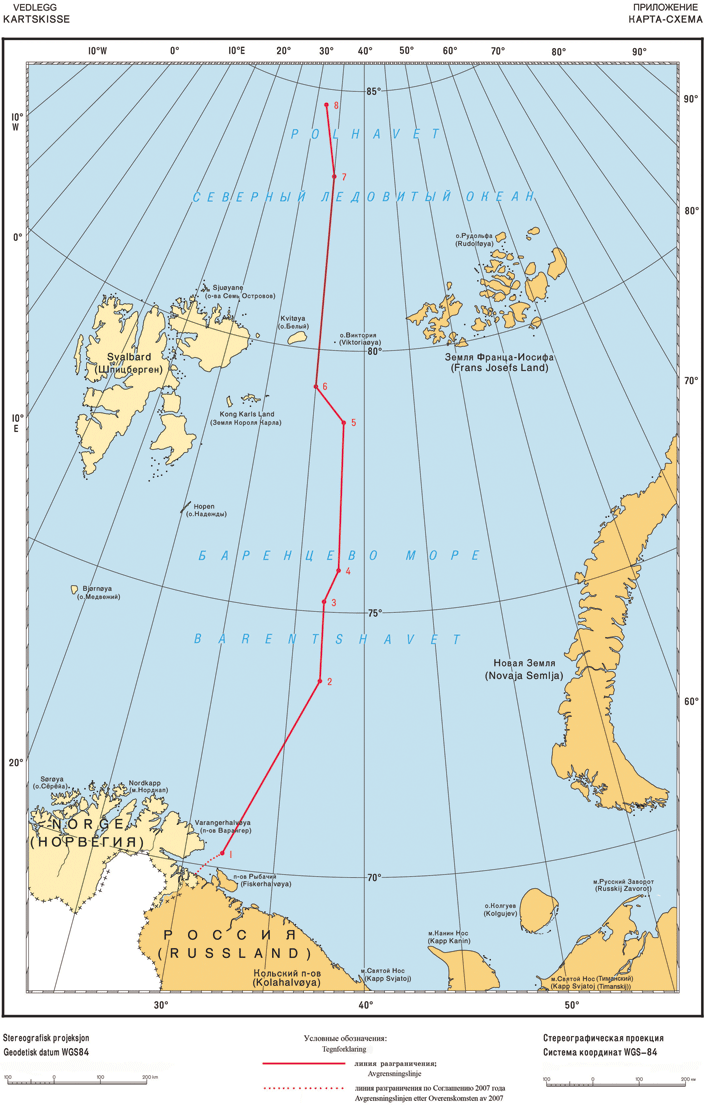
Mapa del mar de Barents con la línea divisoria del acuerdo entre Noruega y Rusia de 2010.

### Petróleo y gas
Alentada por el éxito de la exploración y producción de petróleo en el mar del Norte en la década de 1960, Noruega comenzó la exploración de hidrocarburos en el mar de Barents en 1969. A lo largo de los años siguientes adquirieron estudios de reflexión sísmica, que se analizaron para conocer la ubicación de las principales cuencas sedimentariass. NorskHydro perforó el primer pozo petrolífero en 1980, que era un pozo seco, y al año siguiente se realizaron los primeros descubrimientos: los yacimientos de gas de Alke y Askeladden. A lo largo de la década de 1980 se hicieron varios descubrimientos más en la parte noruega del mar de Barents, entre ellos el importante campo de Snøhvit.
Sin embargo, el interés por la zona empezó a decaer debido a la sucesión de pozos secos, pozos que sólo contenían gas (que era barato en aquella época) y los costes prohibitivos de desarrollar pozos en una zona tan remota. El interés por la zona se reavivó a finales de la década de 2000, después de que el yacimiento de Snovhit entrara finalmente en producción y se hicieran dos nuevos grandes descubrimientos.
Los rusos iniciaron la exploración en su territorio por la misma época, animados por su éxito en la cuenca de Timan-Pechora. Perforaron sus primeros pozos a principios de los años ochenta, y a lo largo de esta década se descubrieron algunos yacimientos de gas muy grandes. El yacimiento de Shtokman se descubrió en 1988 y está clasificado como un yacimiento de petróleo y gas gigante: actualmente es el quinto yacimiento de gas más grande del mundo. Dificultades prácticas similares mar de Barents dieron lugar a un declive de la exploración rusa, agravado por la inestabilidad política de la nación en la década de 1990.

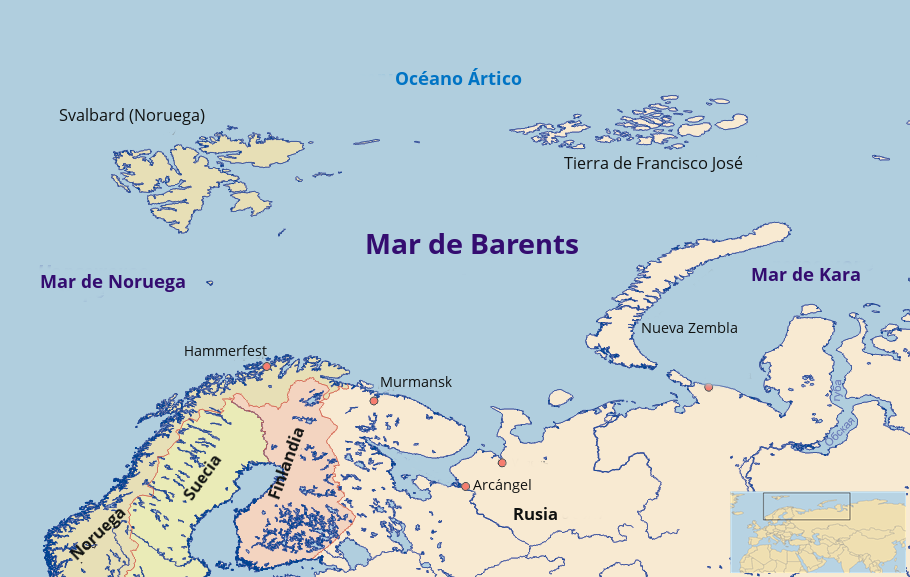
Mapa del mar de Barents

### Pesca

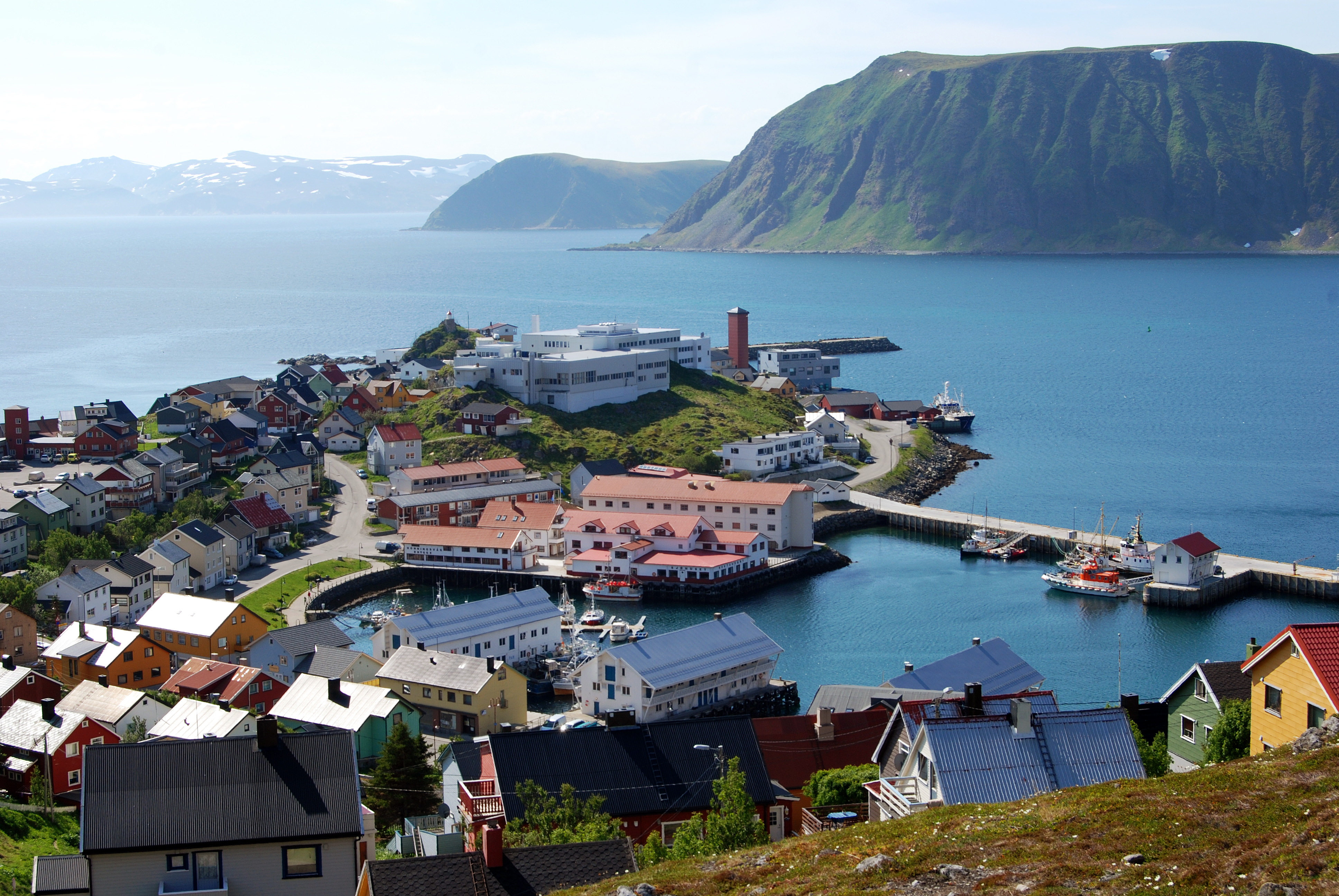
Honningsvåg es la localidad pesquera más septentrional de Noruega

El mar de Barents contiene la mayor población de bacalao que queda en el mundo, así como importantes poblaciones de eglefino y capelán (Mallotus villosus).  La pesca es gestionada conjuntamente por Rusia y Noruega en forma de Comisión Conjunta de Pesca Noruega-Rusia, creada en 1976, en un intento de controlar cuántos peces abandonan el ecosistema debido a la pesca. La Comisión Conjunta de Pesca Noruega-Rusia establece los Totales Admisibles de Captura (TAC) para múltiples especies a lo largo de sus rutas migratorias.  A través de la Comisión, Noruega y Rusia también intercambian cuotas de pesca y estadísticas de capturas para garantizar que no se violen los TAC.
Pero este sistema plantea problemas de información, y los investigadores creen que no disponen de datos precisos sobre los efectos de la pesca en el ecosistema del Mar de Barents. El bacalao es una de las principales capturas. Una gran parte de las capturas no se declaran cuando los barcos pesqueros desembarcan, para contabilizar los beneficios que se pierden por los elevados impuestos y tasas.  Como muchos pescadores no siguen estrictamente los TAC y las normas establecidas por la Comisión, se subestima la cantidad de pescado que se extrae anualmente del Mar de Barents.

### Biodiversidad del mar de Barents y bioprospección marina
El mar de Barents, donde confluyen las aguas templadas de la corriente del Golfo y las frías del Ártico, alberga una enorme diversidad de organismos, bien adaptados a las condiciones extremas de sus hábitats marinos. Esto hace que estas especies árticas sean muy atractivas para la bioprospección marina. La bioprospección marina puede definirse como la búsqueda de moléculas y compuestos bioactivos de origen marino con propiedades nuevas y únicas y con potencial para aplicaciones comerciales. Entre otras, las aplicaciones incluyen medicamentos, alimentos y piensos, textiles, cosméticos y la industria de procesos.
El gobierno noruego apoya estratégicamente el desarrollo de la bioprospección marina, ya que tiene el potencial de contribuir a la creación de riqueza nueva y sostenible. Tromsø y las zonas del norte de Noruega desempeñan un papel fundamental en esta estrategia. Tienen un excelente acceso a los organismos marinos únicos del Ártico, a las industrias marinas existentes y a las competencias e infraestructuras de I+D de esta región. Desde 2007, la ciencia y la industria han cooperado estrechamente en la bioprospección y el desarrollo y la comercialización de nuevos productos.

#### Instituciones e industria que apoyan la bioprospección marina en el Mar de Barents
.

Vista panorámica del mar de Barents cerca de Honningsvåg, Noruega

MabCent-SFI es uno de los catorce centros de innovación basados en la investigación iniciados por el Consejo de Investigación de Noruega. Es el único dentro del campo de los "compuestos bioactivos y el descubrimiento de fármacos" que se basa en bioactivos de organismos marinos. El MabCent-SFI se centra en los bioactivos de organismos árticos y subárticos. A finales de 2011, el MabCent había probado unos 200.000 extractos, encontrando varios cientos de "éxitos".  A través de la investigación y el desarrollo, algunos de estos éxitos se convertirán en valiosas "pistas", es decir, compuestos caracterizados que se sabe que poseen efectos biológicos de interés.